# Myslivecká mluva

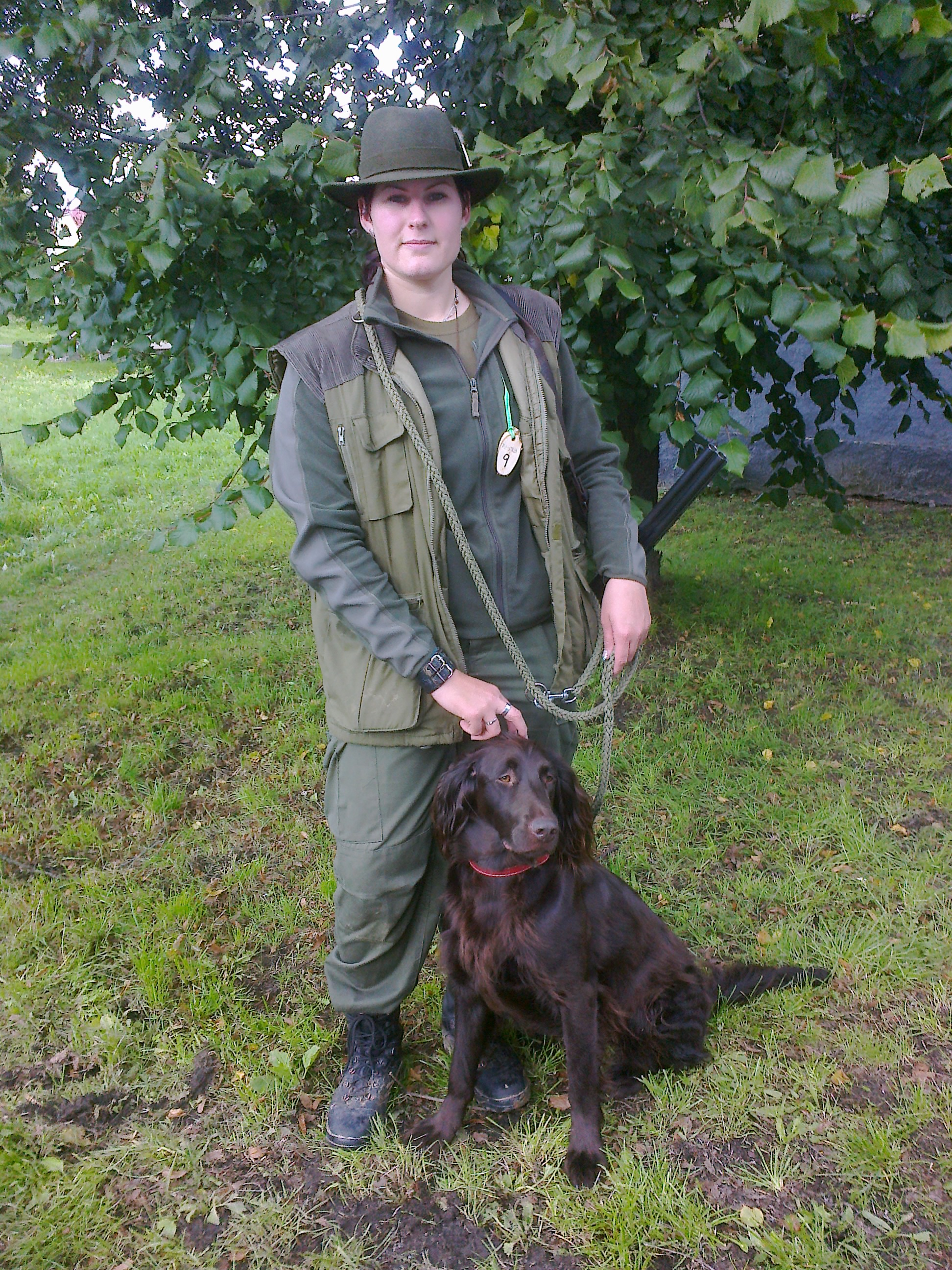
Myslivec se psem

Myslivecká mluva je charakteristický útvar jazyka osob pohybujících se v mysliveckém oboru. Myslivecká mluva je součástí mysliveckých zvyků a tradic, které usnadňují komunikaci a soudržnost mysliveckého společenství. V myslivecké mluvě se vyskytují slova slangová i výrazy spisovné. Například výraz „slechy“  je podle Slovníku spisovného jazyka českého spisovný („slech“ označuje „boltec zvěře a loveckých psů“)  a výraz „klovák“ je součástí mysliveckého slangu (označuje „zobák pernaté zvěře“) 

## Vznik
Myslivecká mluva se začala vytvářet jako součást nově vznikajícího mysliveckého řemesla na přelomu 14. a 15. století a odrážela nové způsoby lovu feudální šlechtou. Od té doby se přenášela z generace na generaci a pomocí mysliveckých literátů a zásluhou nevolníků jakožto honců při lovech. Znalost mysliveckého názvosloví musel mít uchazeč o myslivecký výuční list a byla jedním z předpokladů k vykonání zkoušky z myslivosti.

## Povinnost užití v minulosti
Výnosem ministerstva zemědělství se dne 22. 10. 1946 (čj. 122585/4640-VI/6/46) uložila povinnost užívat mysliveckou mluvu všem členům mysliveckých spolků.
V roce 1987 vydal Úřad pro normalizaci a měření rozsáhlou (195 s.) oborovou normu č. 48 0016 Myslivost – názvy a definice určující mj. pojmy k užívání myslivci při všech činnostech spjatých s myslivostí. Platnost oborové normy zrušila novela zákona 142/1991 k 31. prosinci 1993.

## Příklady
Výběr obecných označení, se kterými se lze běžně setkat (řazeno abecedně):
- barva – krev zvěře
- černá zvěř – divoká prasata
- háky – zuby (špičáky) samice (bachyně) prasete divokého
- halali – slavnostní fanfára k uctění zvěře na výřadu
- janek – žertovný název pro zajíce
- kaliště – bahení lázeň prasat
- kazatelna (posed) – myslivecké zařízení pro pozorování a lov
- kňour – samec prasete divokého
- krmelec – zařízení pro přikrmování zvěře
- liz – zařízení pro umístění soli pro zvěř
- lončák – sele prasete divokého v druhém roce stáří
- morda – tlama zvěře
- obora – oplocená část lesa, která slouží k intenzivnímu lovu zvěře
- peleš – hnízdo dravce
- říje – období páření spárkaté zvěře
- slanisko – zařízení do kterého se umisťuje sůl pro zvěř
- slech – ucho zvěře
- šoulačka – způsob lovu
- veksl (ochoz) – pěšina vyšlapaná zvěří
- vysoká – vysokou nazýváme zvěř jelení
- žíla – samčí pohlavní orgán

| Příklad pro spárkatou zvěř | Příklad pro vodní ptactvo |
| --- | --- |
| - světla – oči - běhy – končetiny veškeré zvěře srstnaté a loveckých psů - paroh – kostní útvar vyrůstající z pučnice na hlavě samců jelenovitých - větrník – nos zvěře spárkaté - svírák – tlama u spárkaté zvěře | - límec – barevný proužek mezi ptačím týlem a šíjí - kačírky – zatočená pírka na ocase kačera březňačky - nehet – špička zobáku ptáků vrubozubých - plováky – nohy vodního ptactva – kachen, lysky, kormorána a potápek - zrcadélko – pestře a odlišně zbarvené, zpravidla kosodélníkové políčko peří na křídelních krovkách divokých kachen, lysek, hřivnáče, sojky |

#### Příklad myslivecké mluvy:
| „                                                | Na ještě mokrou trávu cesty seskakuje zajíc, s funivým „chééé“ ho bezprostředně následuje mladý šesteráček s větrníkem u země. Zajíc se otočil do protisměru. Obě zvířata byla několik decimetrů od sebe, srnec mírně pozvedl hlavu na nataženém krku a pokrčil přední běh jako vzorně vystavující ohař. | “ |
| — Hlaváč Zdeněk, Z myslivcova deníku a receptáře | |   |

| „                                                                         | Zpíval jak se patří. Klepání trylek, výlusk a broušení jak od sólisty při večerním představení v divadle. Myslím, že i tento kohout měl vděčné posluchače. | “ |
| — Mráz Igor, Myslivecké historky další zážitky hajných, lesníků a pytláků | |   |